# Populous (arquitetura)

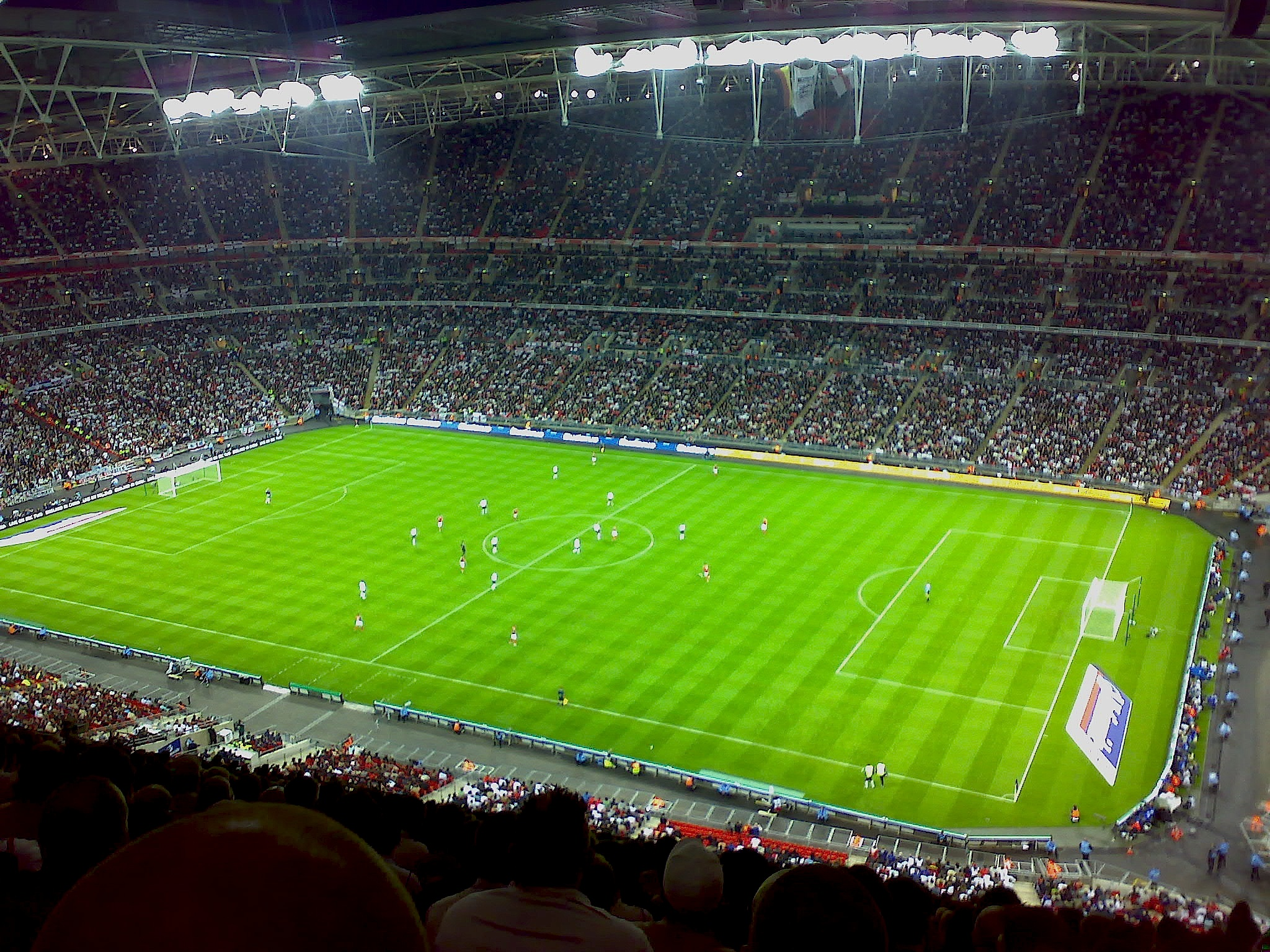
Estádio de Wembley em Londres foi projetado pela Populous e é um dos estádios mais modernos do mundo.

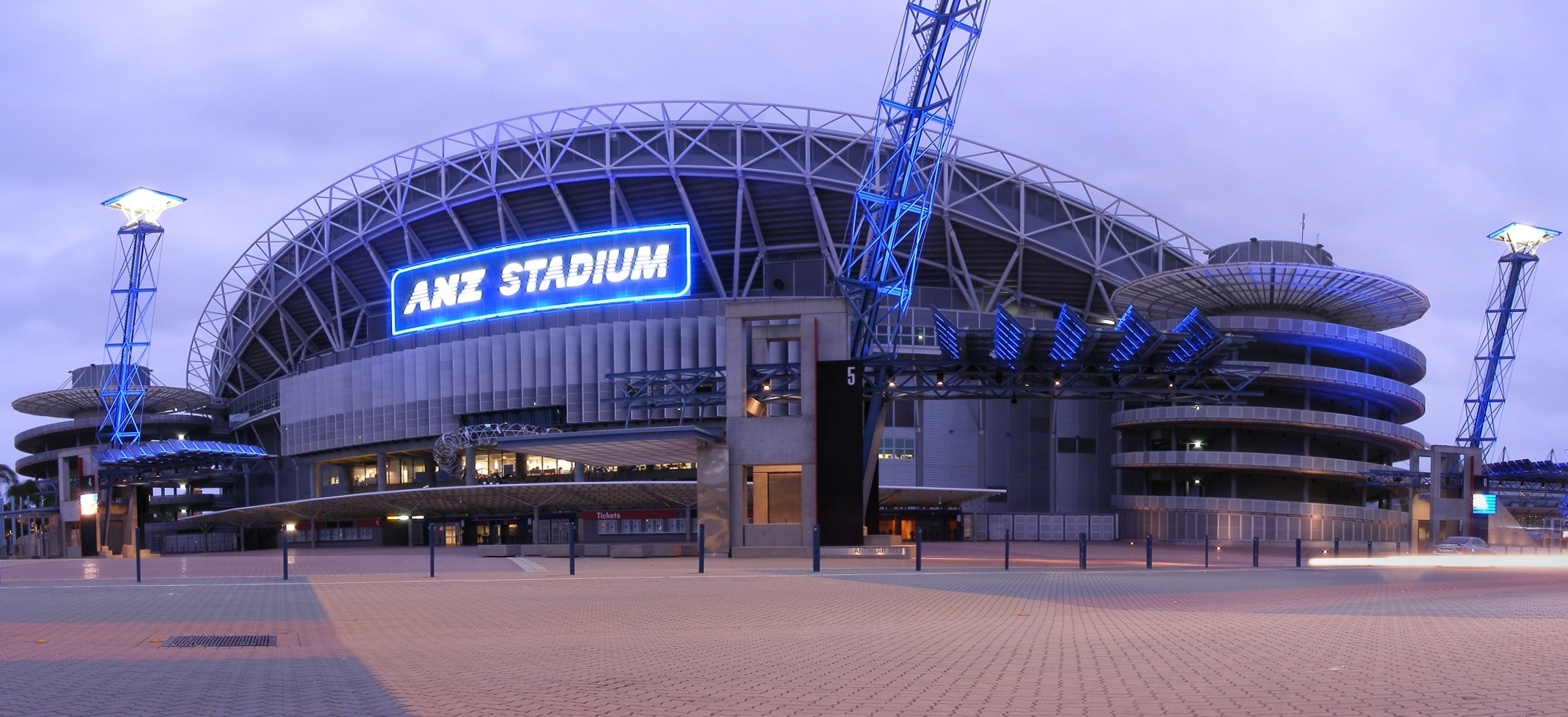
Olímpico de Sydney na Austrália é outro estádio com arquitectura Populous.

A Populous, antes conhecida como HOK Sport Venue Event ou (HOK SVE) ou (HOK Sport) é uma empresa internacional especializado em arquitectura de edifícios de desporto e planeamento de eventos.
Desde a sua fundação em 1983 até 2009 a HOK Sport Venue Event fazia parte da firma HOK (antes Hellmuth, Obata + Kassabaum). Em Janeiro de 2009, a HOK transferiu posse da HOK Sport Venue Event aos líderes dessa divisão. Em Março de 2009 a HOK Sport Venue Event anunciou seu novo nome, Populous. A Populous é agora uma empresa completamente independente da HOK.

## Estádios
Alguns estádios projetados pela Populous:
Entre os seus projectos estão os estádios da Estádio da Luz e Estádio Algarve, ambos em Portugal, Olímpico de Sydney na Austrália, Sphere at the Venetian Resort em Las Vegas, além de Wembley Stadium e Emirates Stadium, ambos em Londres, Parc Olympique Lyonnais na França

### Brasil
No Brasil a empresa é a responsável pelo projeto do estádio Arena das Dunas, em Natal uma das cidades escolhidas para sediar os jogos da Copa do Mundo de 2014. Tal projeto venceu o 6º Prêmio de Arquitetura Corporativa na categoria Obra Pública e o prêmio Master (geral).

## Galeria

### Futebol

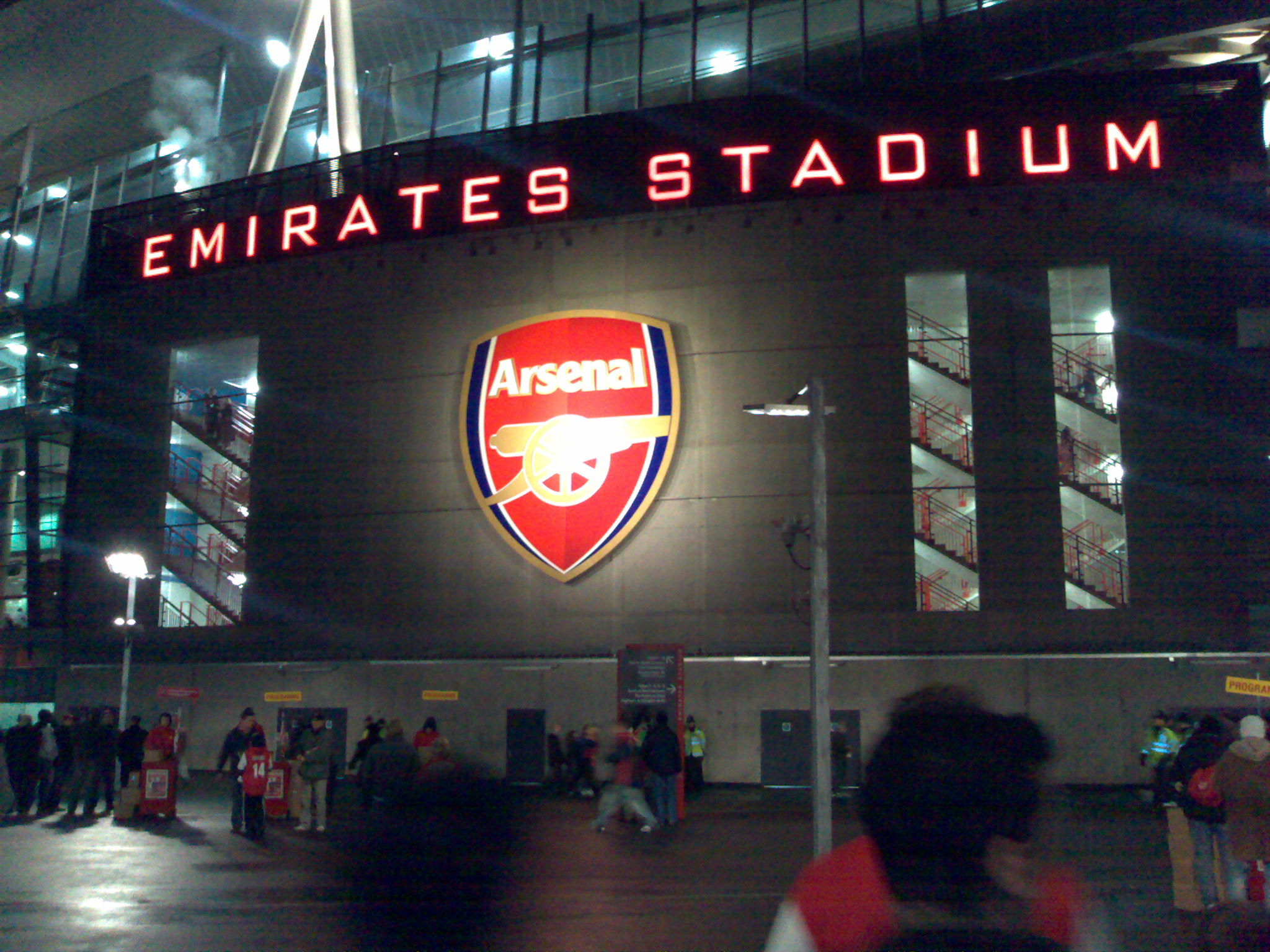
Emirates Stadium em Londres.
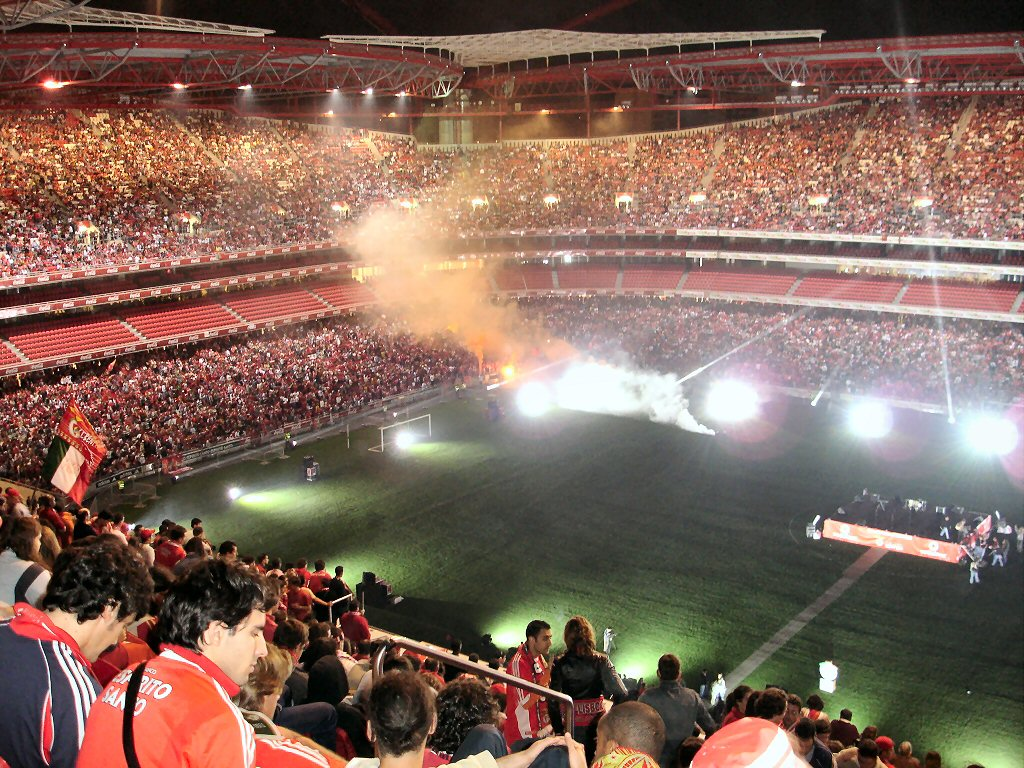
Estádio da Luz em Portugal.
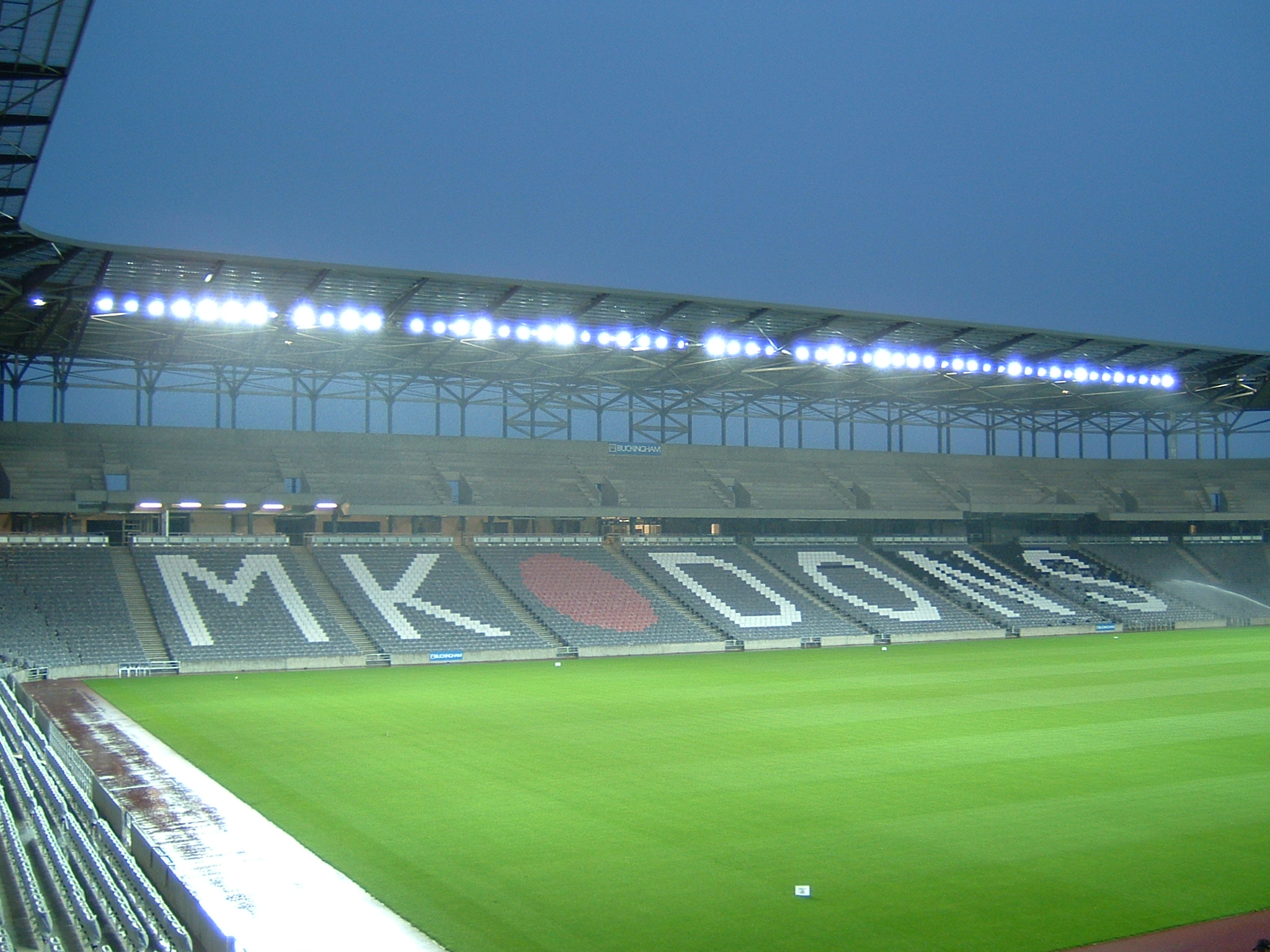
Denbigh Stadium na Inglaterra.
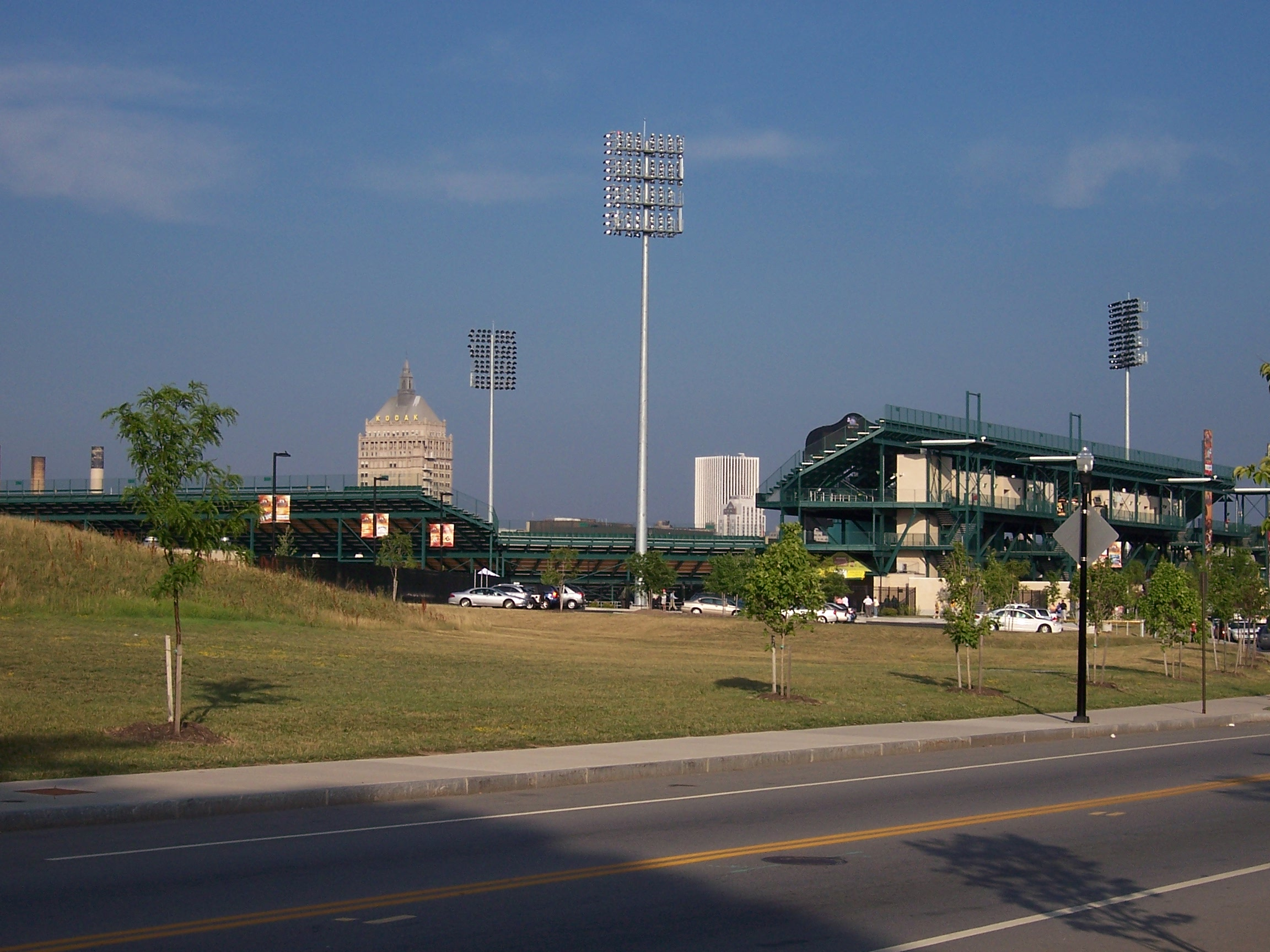
Paetec Park em Rochester (Nova Iorque), Estados Unidos.

### Basquete

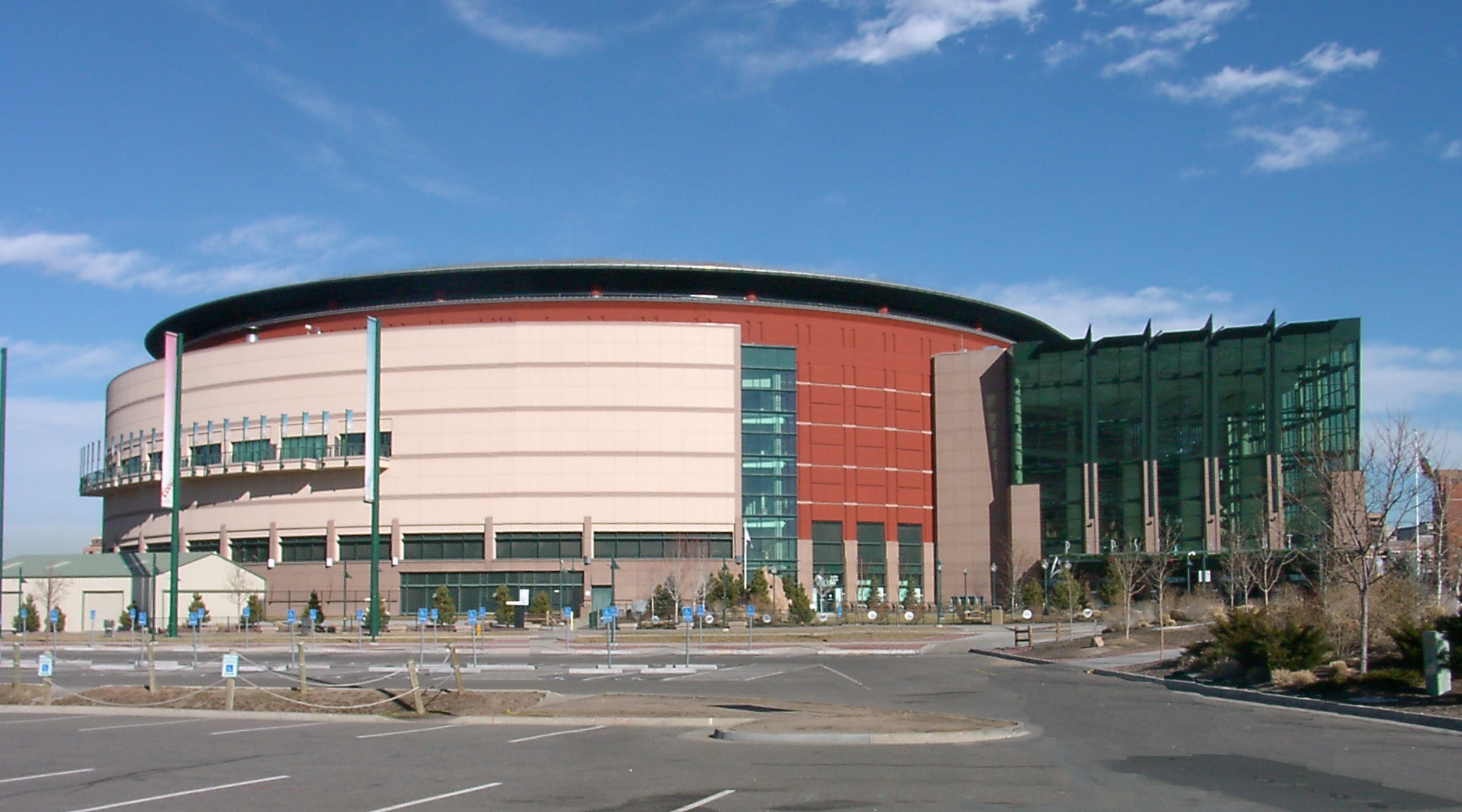
Pepsi Center em Denver, Estados Unidos.
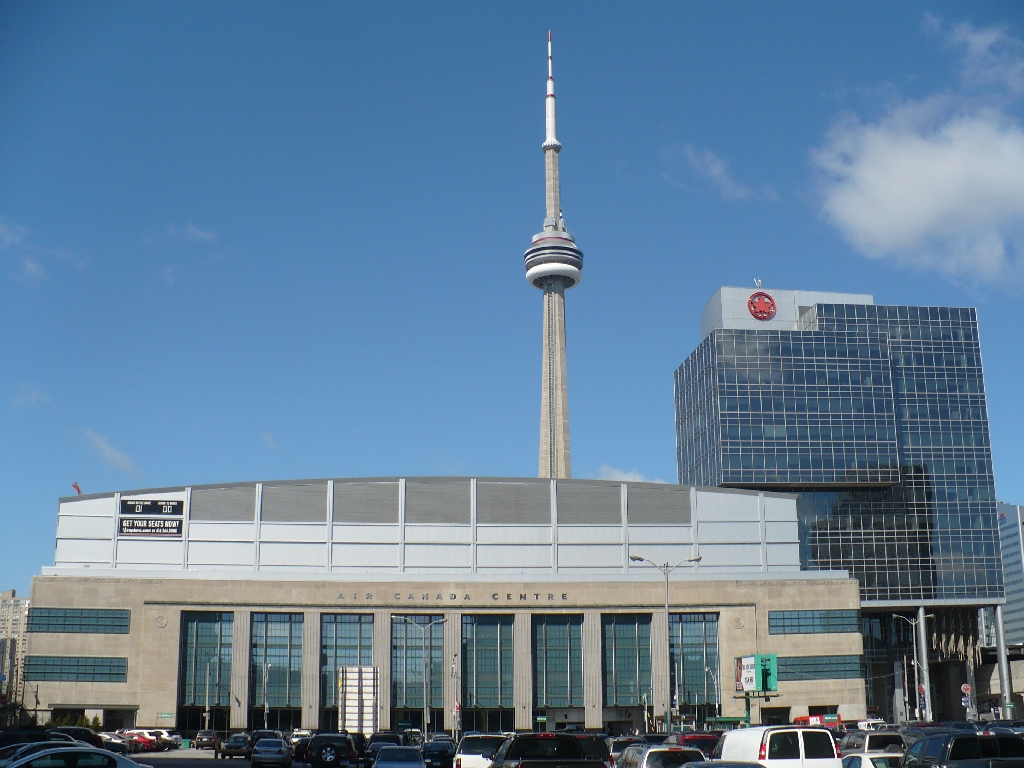
Air Canada Centre em Toronto, Canadá.
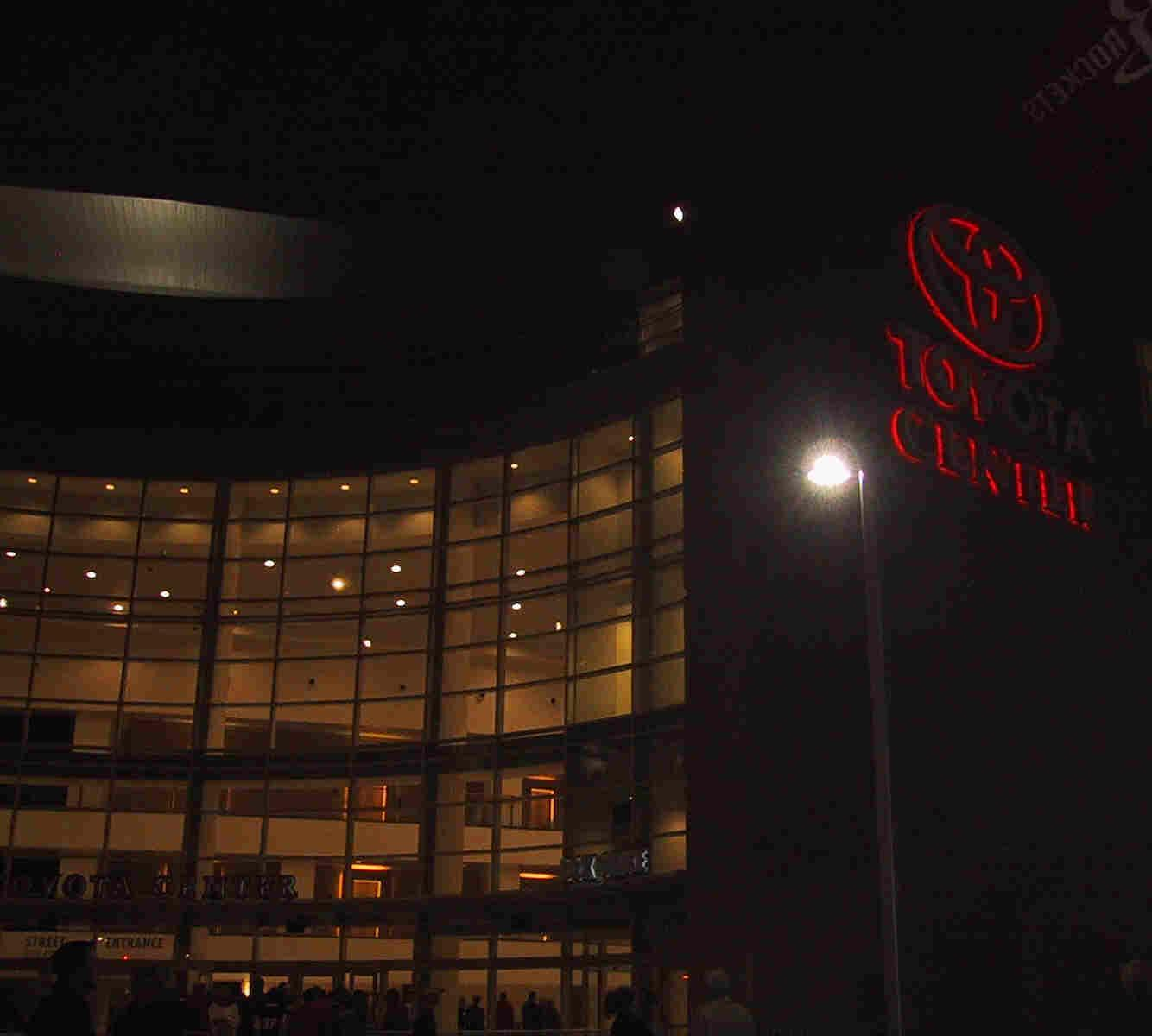
Toyota Center em Houston Estados Unidos.
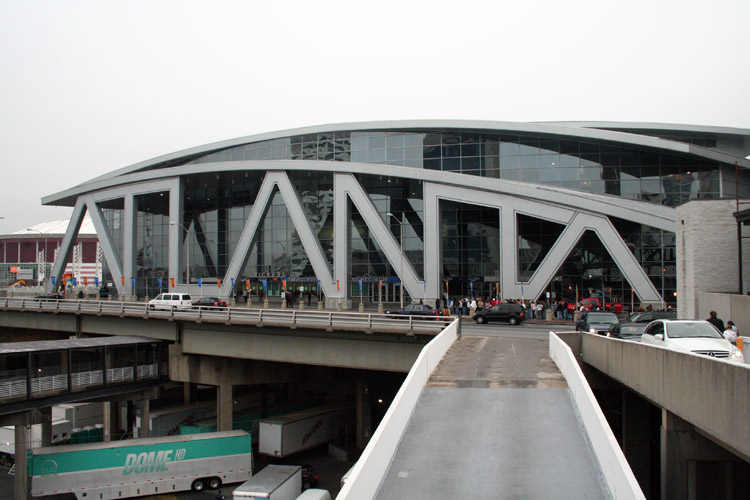
Philips Arena em Atlanta, Estados Unidos.

### Beisebol

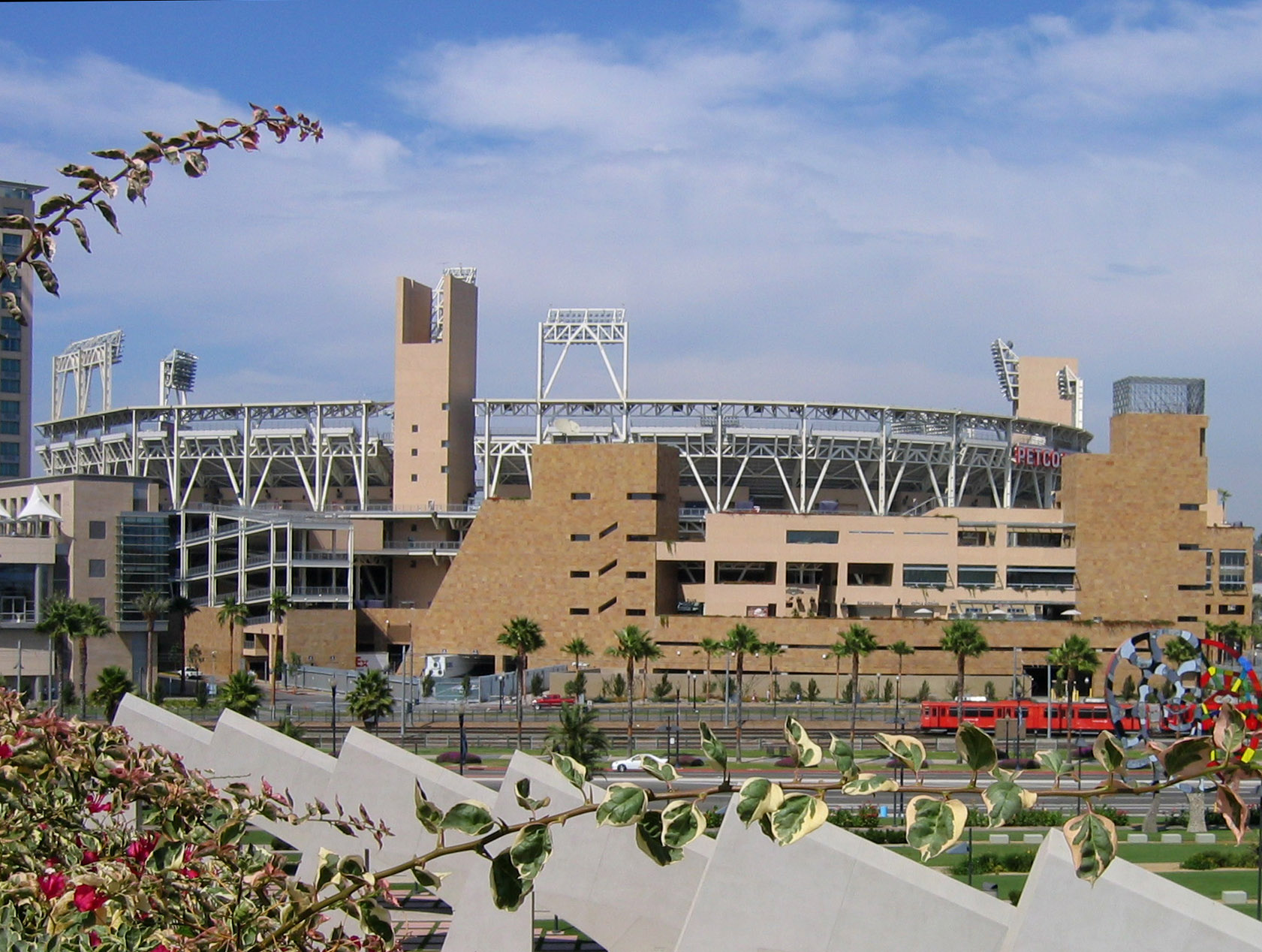
PETCO Park em San Diego, Estados Unidos.
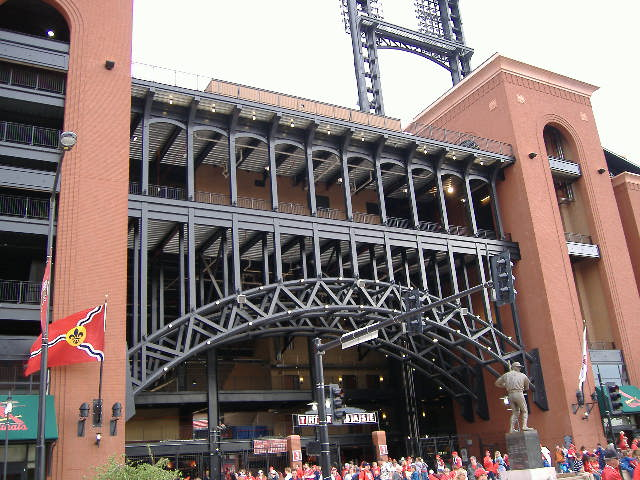
Busch Stadium em St. Louis (Missouri), Estados Unidos.
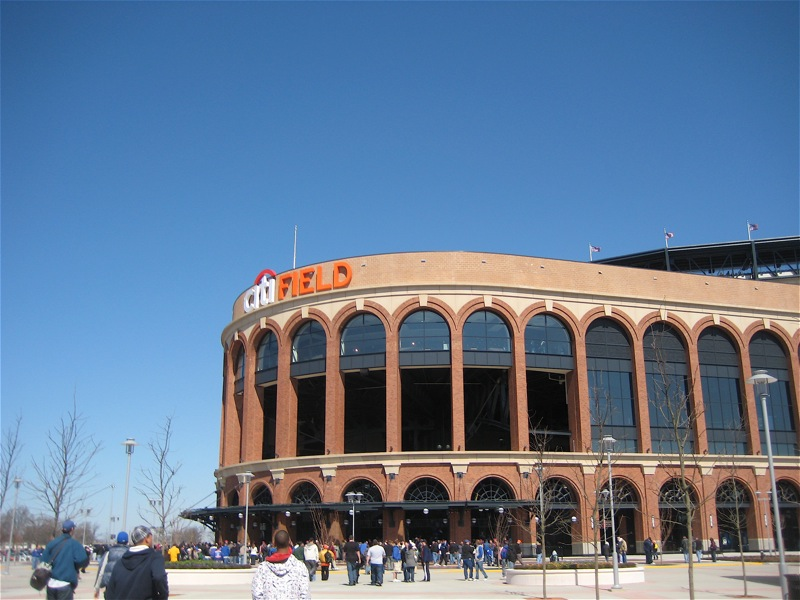
Citi Field em Nova York, Estados Unidos.
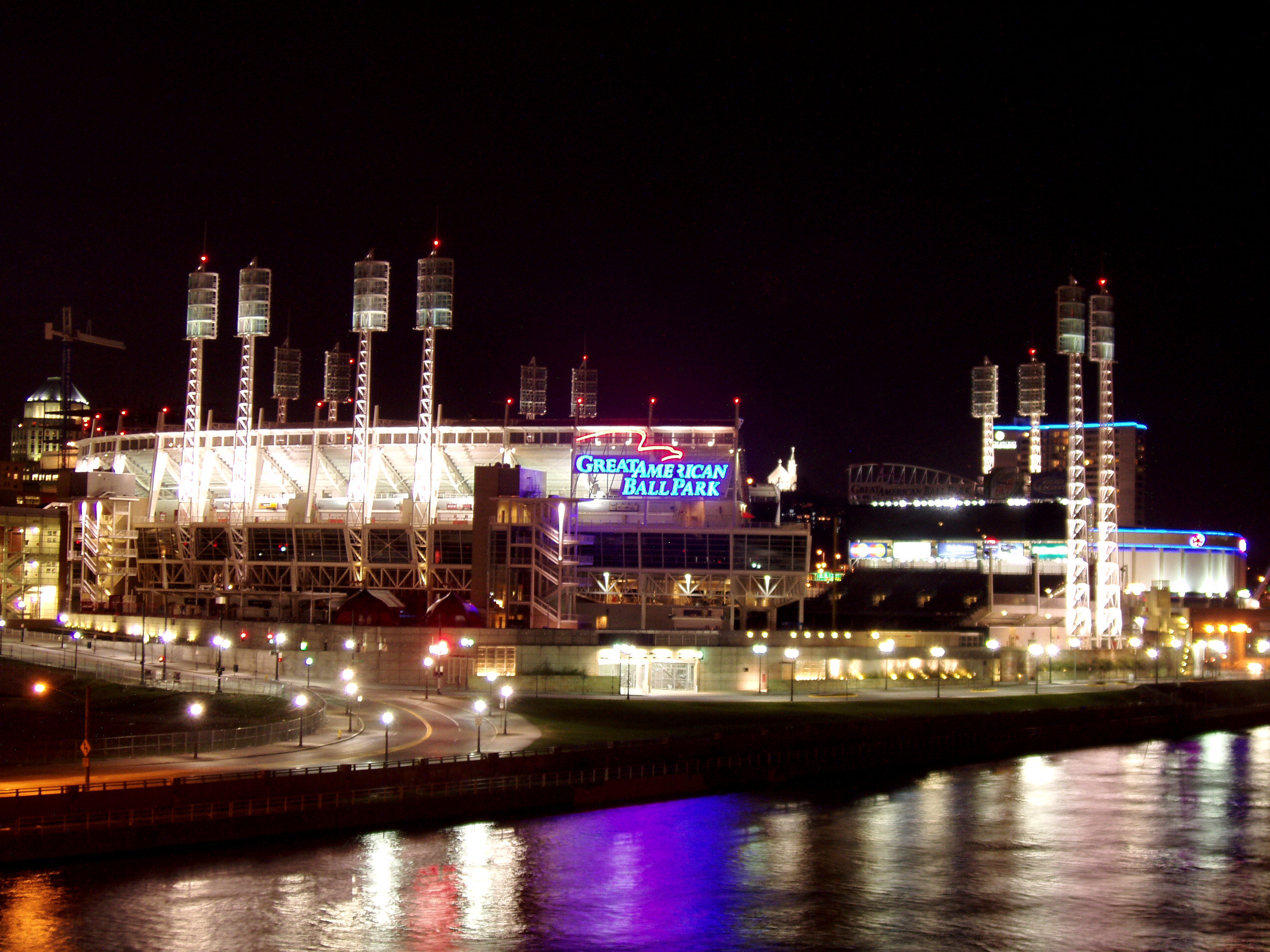
Great American Ball Park em Cincinnati, Estados Unidos.

### Futebol americano

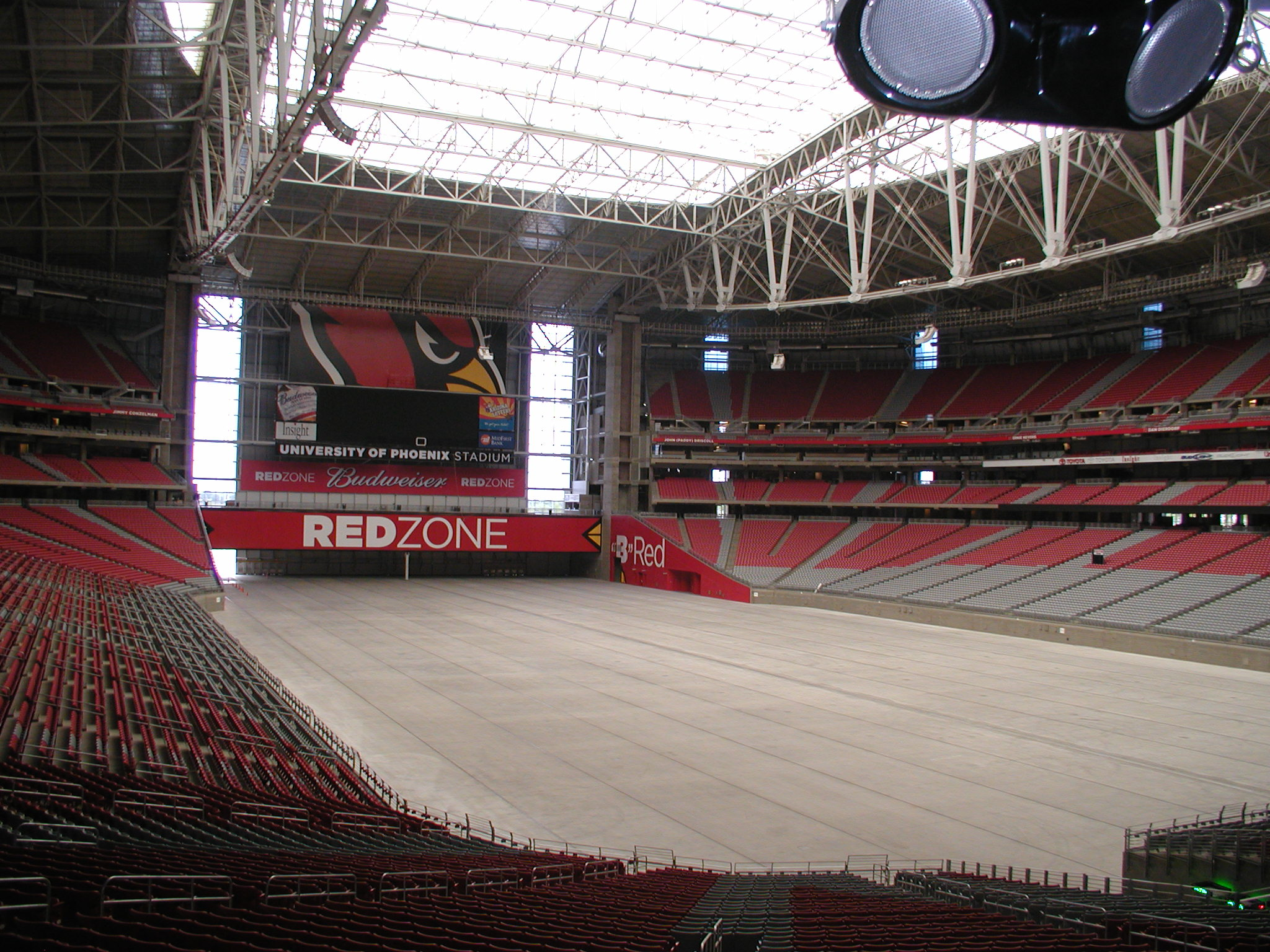
University of Phoenix Stadium em Phoenix, Estados Unidos.
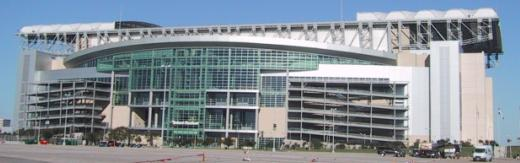
Reliant Stadium em Houston (Texas), Estados Unidos.
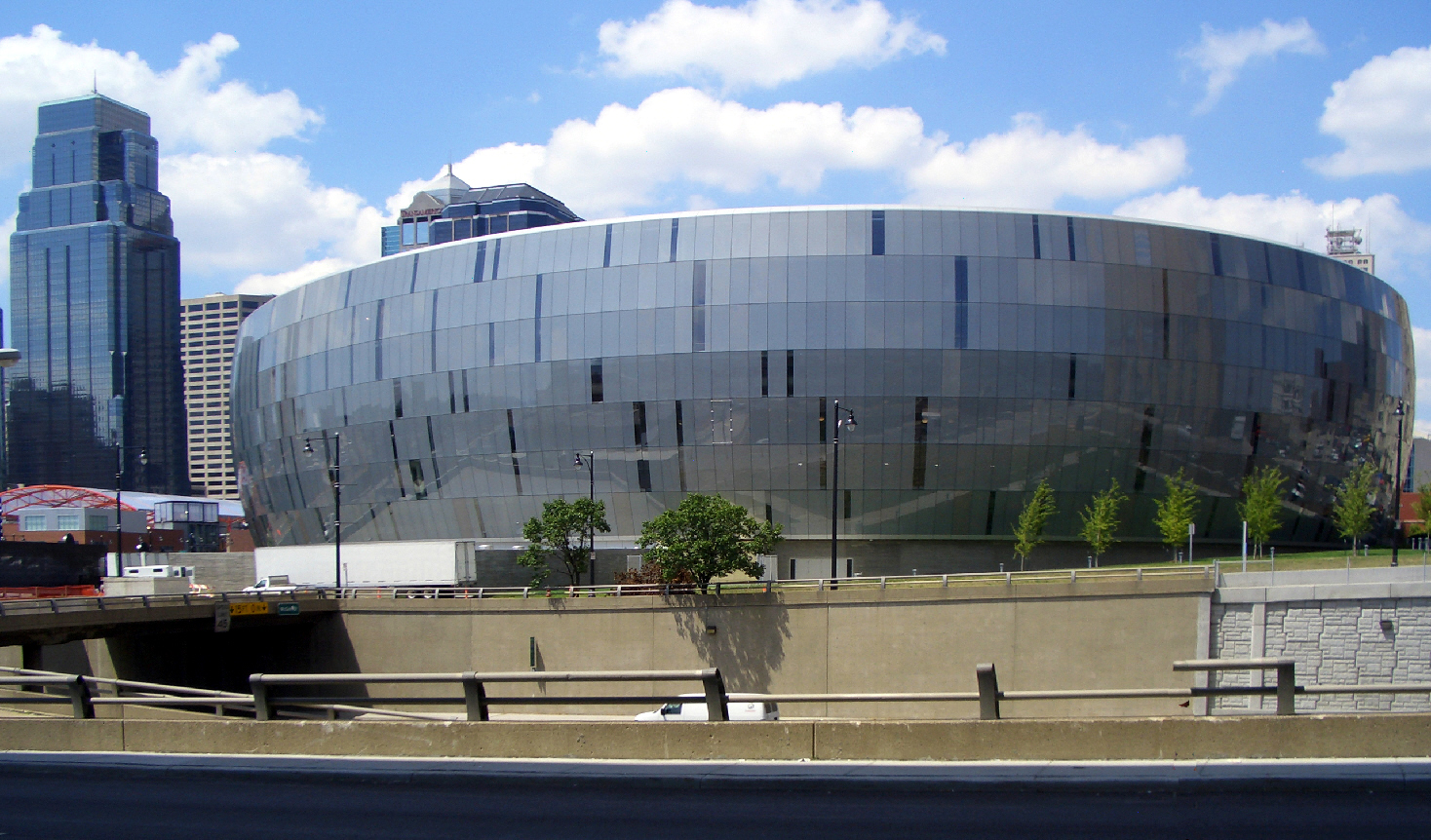
Sprint Center em Kansas, Estados Unidos.
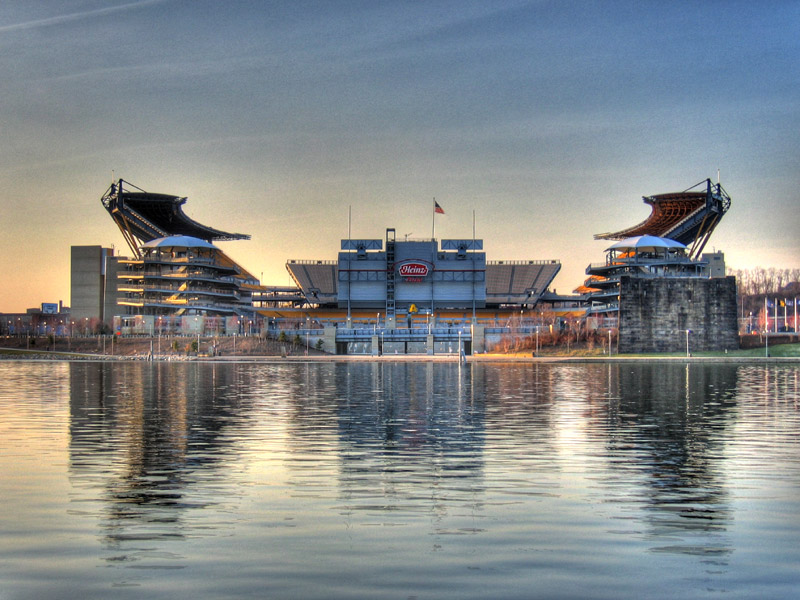
Heinz Field em Pittsburgh, Estados Unidos.